# Tetrameles
Tetrameles é um género botânico pertencente à família Tetramelaceae.

## Espécies
- Tetrameles nudiflora R.Br.

1. ↑  «Tetrameles — World Flora Online». www.worldfloraonline.org. Consultado em 19 de agosto de 2020